# Médium-Art
A Médium-Art kísérleti irodalmi fórum (1985–1986). 1990-ben Válogatás a magyar experimentális költészetből alcímmel antológiaként jelent meg.

## Története
A Médium-Art Petőcz András kezdeményezésére 1984-ben indult, miután Petőcz ideiglenesen abbahagyta a Jelenlét  szerkesztését, amelyik ezután 1988-ig nem is jelent meg. A Médium-Art az alternatív, underground kulturális szamizdatok körébe tartozott, vagyis a kommunista diktatúra alatt engedély nélkül, illegális körülmények között jelent meg, mint szamizdat kiadvány. Elsősorban a vizuális költészet bemutatását tűzte ki céljául, illetve minden olyan alkotás publikálását, amely újszerűsége következtében maradt kívül a hivatalos irodalom keretein. A szerkesztő Petőcz András megfogalmazása szerint: „A Médium-Art nem folyóirat, hanem önálló művészeti munka, olyan könyv-mű, amely vizuális költészeti reprodukciók dokumentálására (is) vállalkozik. Mivel kis példányszámú, egyedi műalkotás, ezért kiadói engedélyért nem folyamodik. Jól érzi magát rendezetlenül is, fésületlenül is és technikailag rossz minőségűen is”.
A kiadvány-sorozatban olyan jelentős alkotók publikáltak, mint Nagy Pál, a Magyar Műhely szerkesztője, Bujdosó Alpár, Garaczi László, Papp Tibor, Szilágyi Ákos, vagy Erdély Miklós. A nemzetközi avantgárd költészet alkotóit is bemutatta, publikált benne John Giorno, Peter Rose vagy Tom Crocker.
Magát a Médium-Art elnevezést Petőcz András „közvetítő művészet” értelemben is használta, ezért aztán ekkoriban megjelenő könyveiben a fogalmat mottóként is rendszeresen használta. Így jelenik meg a kifejezés Petőcz Önéletrajzi kísérletek, A jelentés nélküli hangsor, A láthatatlan jelenlét című köteteiben.
A Médium-Art antológiaként 1990-ben jelent meg, a József Attila Kör könyvsorozatának 51. köteteként, a Magvető Kiadó gondozásában, Fráter Zoltán és Petőcz András szerkesztésében. Az experimentális költészetet bemutató kiadvány egyedülálló módon foglalja össze a 20. század végének magyar vizuális költészetét. 50 magyar költő és képzőművész alkotásait tartalmazza, többek között Nagy Pál, Papp Tibor, Petőcz András, Tandori Dezső, Zalán Tibor munkáit.

## Külső hivatkozások
- A Médium-Art története a Tankönyvtár oldalán